# Ingegneria fisica

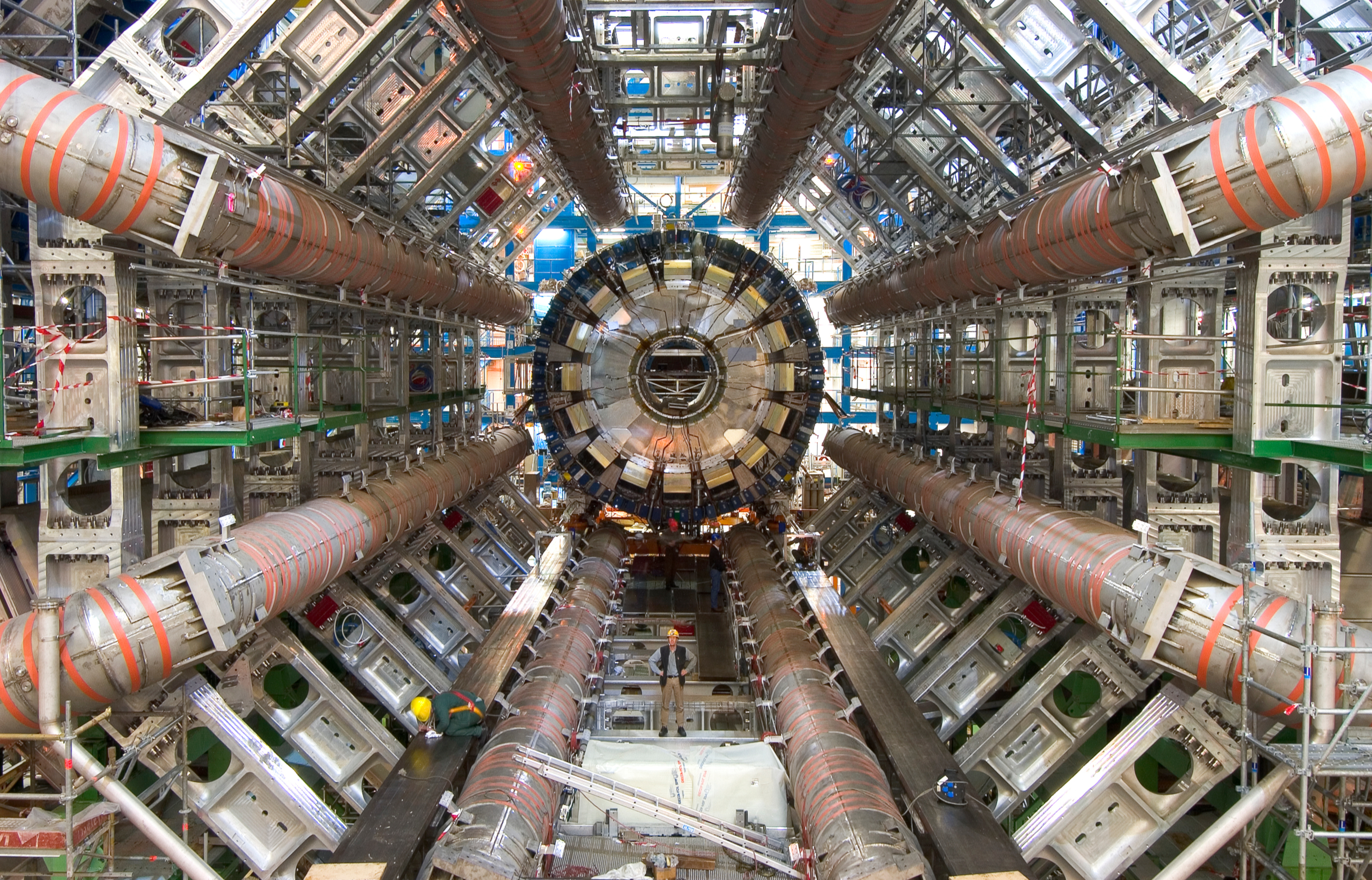
Uno dei rivelatori di particelle (ATLAS) parte del Large Hadron Collider presso il CERN. La costruzione, operazione e manutenzione di queste macchine richiede elevate conoscenze di fisica e ingegneria.

L'ingegneria fisica è un ramo dell'ingegneria che si occupa dello studio di diverse discipline con un approccio ingegneristico, senza tuttavia perdere l'aspetto teorico: le principali sono fisica e matematica e sono affiancate da corsi che rimandano ad altre ingegnerie quali informatica, nucleare, elettronica, chimica, materiali e meccanica. Tali materie possono servire nello studio ed nella risoluzione di vari problemi della nostra società, in costante progresso tecnologico. Tale ramo dell'ingegneria trova applicazione in svariati campi, specialmente quelli più avanzati e high-tech.

## Storia
L'ingegneria fisica è fra i più vecchi rami dell'ingegneria: infatti, all'Università di Toronto, il corso di ingegneria fisica ("engineering physics") è presente dal 1934 (tuttavia tale corso ha cambiato il proprio nome nel 1965 in "engineering science"). In Italia sono attivi solo tre corsi di ingegneria fisica come laurea di primo livello, forniti dal Politecnico di Milano (a partire dall'anno accademico 2001-2002), dal Politecnico di Torino e dall'Università Ca' Foscari Venezia (a partire dall'anno accademico 2020-2021).

## Prodotti

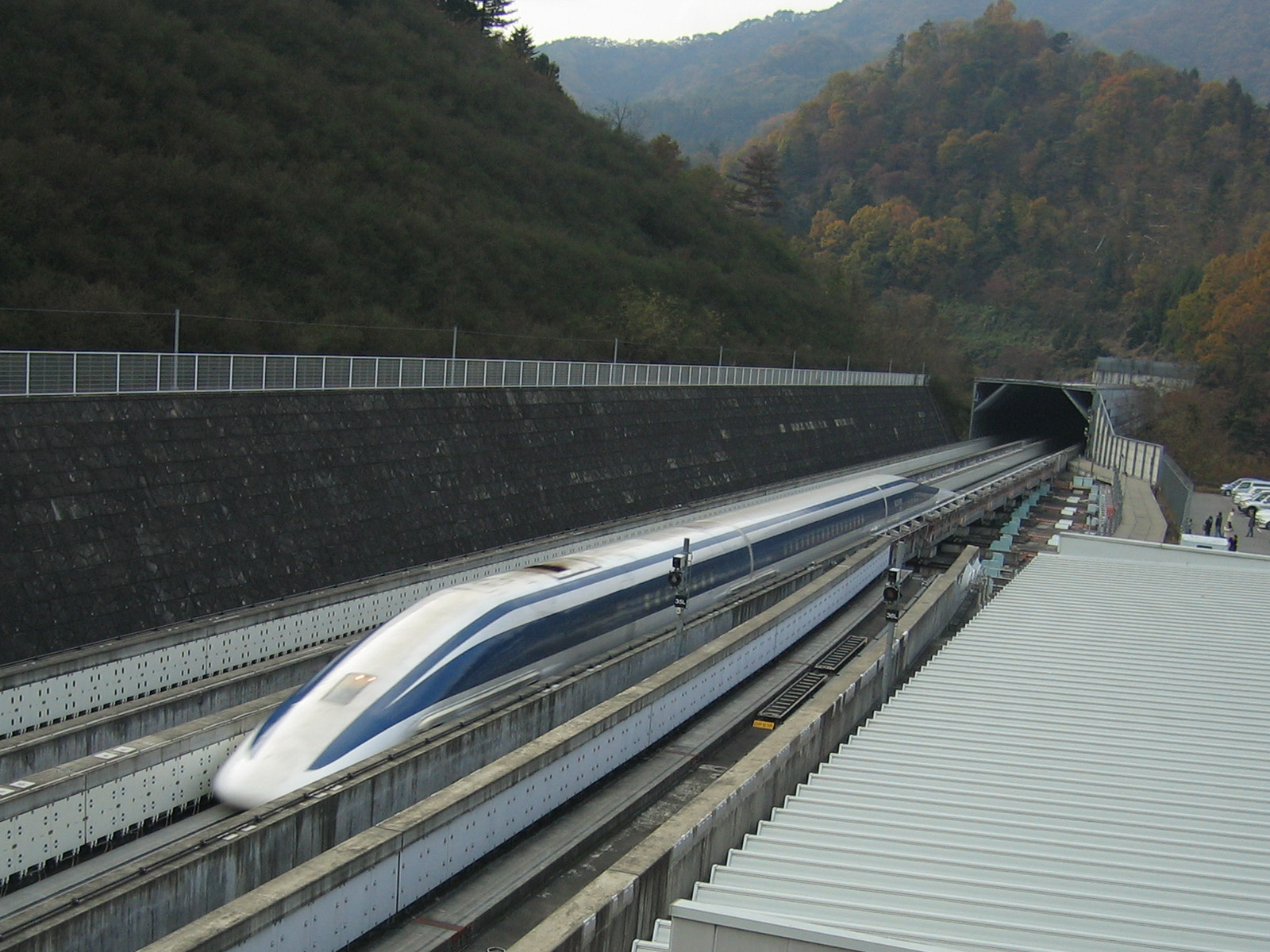
JR-Maglev MLX01. Un esempio di applicazione dei superconduttori sono i Maglev(o treni a levitazione magnetica), che si muove grazie all'attrazione e alla repulsione magnetica dei superconduttori.

### Superconduttori
Un esempio di campo in cui l'ingegneria fisica si è rilevata molto importante è quello dei superconduttori, ovvero metalli che ad alcune temperature perdono la resistenza elettrica interna e quindi non viene dissipata energia per effetto Joule al passaggio di corrente. Poiché la maggior parte dei metalli superconduttori assume la proprietà di superconduttività a temperature estremamente basse: ad esempio intorno a 1 K per l'alluminio, intorno ai 4 K per il mercurio, intorno ai 7 K per il piombo. Proprio per tale caratteristica, i superconduttori sono stati impiegati in misura ristretta fino al 1987, quando vennero scoperti superconduttori definiti "ad alta temperatura critica", come ad esempio l'azoto liquido, che presenta la superconduttività a 77 K, che hanno potuto ampliare la gamma delle applicazioni di questi materiali.
Compito dell'ingegnere fisico è da un lato quello di costruire cavi superconduttori per applicazioni su larga scala, dall'altro quello di studiare il fenomeno della superconduttività, ancora oggi non compreso appieno, per poter sviluppare altri superconduttori.

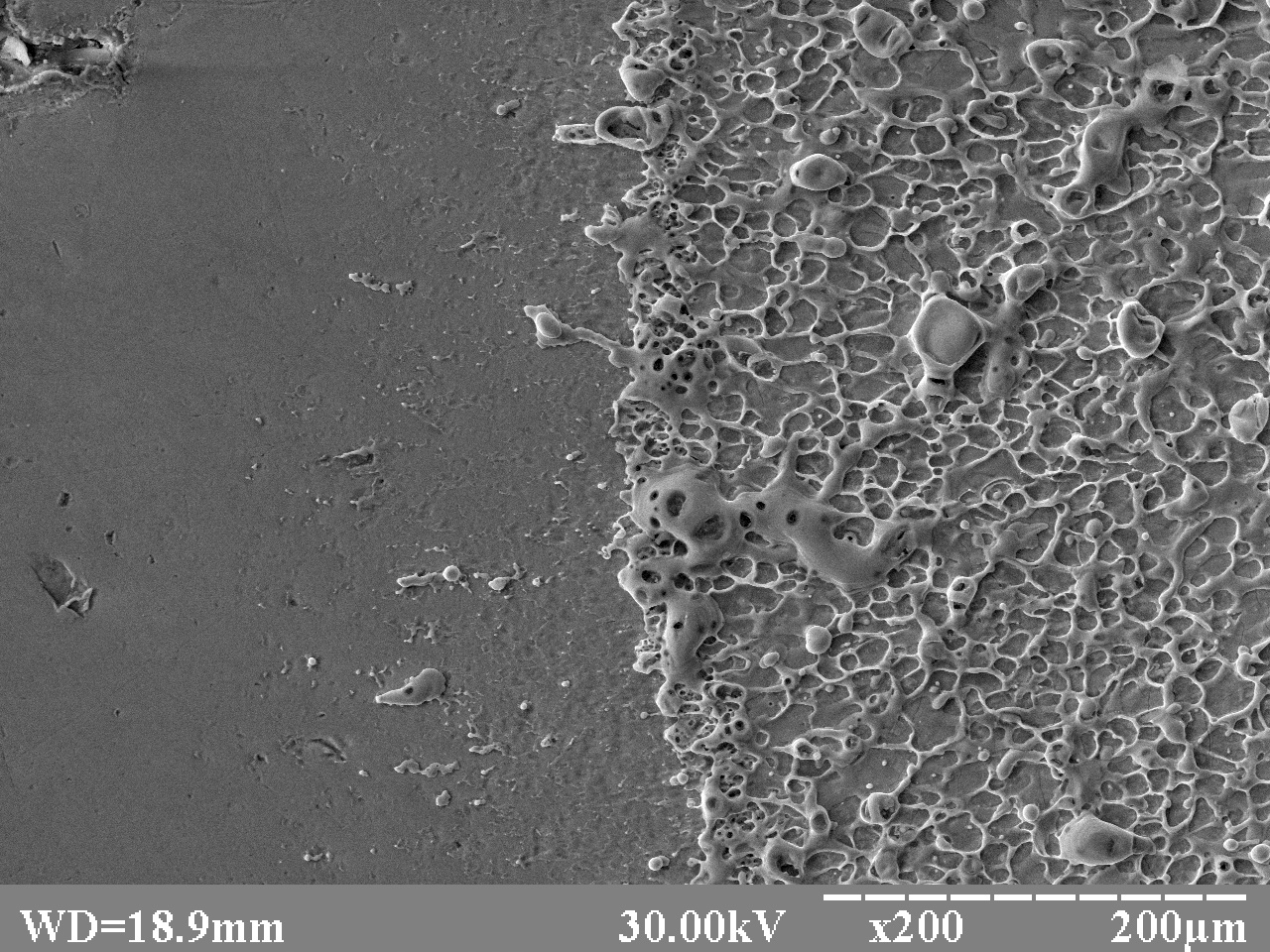
Trattamento di una superficie con tecnologia laser: sezione trattata a destra e non trattata a sinistra.

### Laser
Un importante esempio di applicazione degli studi di ingegneria fisica è la fotonica ed in particolare lo studio dei laser. Il laser è un impulso di luce dalla durata molto ridotta, nella scala dei femtosecondi. Le applicazioni dei laser possono essere ad esempio la fusione nucleare a confinamento inerziale, sistemi di trasmissione di fibra ottica, studi di ottica quantistica, laser scanner, trattamento superfici, sviluppo dei computer quantistici, crittografia quantistica, biomedicina, lo studio del comportamento di conduttori e semiconduttori. In particolare, i laser a semiconduttori hanno una importante rilevanza nelle comunicazioni ottiche e nel design di computer ottici.

## Istruzione
Come è il caso per molte altre discipline ingegneristiche, l'istruzione formale di esperti nel campo dell'ingegneria fisica viene delegata alle università e espletata attraverso corsi di laurea.
I corsi di laurea di ingegneria fisica comprendono uno studio generale di tutte le discipline fondamentali della fisica, come la meccanica (classica e quantistica), l'elettromagnetismo e la termodinamica; a cui vengono affiancati studi d'impostazione ingegneristica in materia di informatica, chimica e telecomunicazioni. Nei curricula non manca inoltre lo studio delle tecniche di analisi matematica e statistica utili nei suddetti ambiti. I laureati in ingegneria fisica sono quindi in grado di proseguire i propri studi in qualsiasi ramo sia della fisica che dell'ingegneria.
Più nello specifico è comune nei corsi di laurea in ingegneria fisica trovare le seguenti discipline:
- Fisica
- Elettronica
- Fluidodinamica
- Statistica
- Ottica[13]
- Nanotecnologie[11]
- Fisica quantistica
- Ottica quantistica[14]
- Materiali
- Microelettronica
- Biotecnologie[11]
- Laser[11]
- Interazione con la materia
- Particelle
- Telecomunicazioni
- Computer science[15][16]
- Robotica[17]
- Fisica del plasma[18]

- Matematica
- Elettromagnetismo
- Statica
- Termodinamica
- Elettrotecnica
- Ingegneria nucleare
- Superconduttori
- Energia
- Fotonica
- Informatica
- Chimica[15]
- Ingegneria del software
- Bioingegneria[19]
- Metodi computazionali[20]
- Acustica
- Aerospaziale[15][21]
- Aeronautica[16]
- Ingegneria civile e ambientale

### Differenze rispetto ai percorsi di fisica pura
Sebbene i due percorsi condividano molti insegnamenti, specialmente nei primi anni, nei corsi di ingegneria fisica viene posta una maggiore attenzione ai risvolti tecnologici e alle applicazioni dei vari concetti. Più visibilmente i corsi di ingegneria fisica propongono insegnamenti di stampo propriamente ingegneristico, tipicamente assenti nei corsi di fisica, e mutuati dall'ingegneria industriale e dell'informazione. Conversamente nei corsi di fisica vengono proposti insegnamenti che hanno l'obiettivo di approfondire la scienza pura. Entrambe le tipologie forniscono un'adeguata preparazione per accedere, in seguito al conseguimento della laurea, al dottorato di ricerca in fisica o in campi di ricerca in ambito industriale.

### In Italia
Le uniche tre università che offrono corsi di laurea in ingegneria fisica sono il Politecnico di Milano, il Politecnico di Torino e l'Università Ca' Foscari Venezia. I tre corsi di laurea triennale presentano molti insegnamenti in comune, o comunque decisamente simili, soprattutto nel primo e nel secondo anno: si inizia creando una forte base di analisi e metodi matematici da applicare nei successivi e numerosi corsi di fisica e si affiancano corsi complementari quali, ad esempio, chimica ed informatica. Successivamente, specialmente al terzo anno, sono presenti corsi propedeutici alle lauree magistrali offerte dai due atenei i cui argomenti spaziano dalla fotonica ad alta energia alle nanotecnologie e nanomateriali. Dalla laurea triennale in ingegneria fisica è anche possibile accedere al corso di laurea magistrale in ingegneria nucleare.
Al Politecnico di Milano sono presenti due indirizzi di laurea magistrale, entrambi erogati in lingua inglese: Nanooptics and Photonics, che si occupa dell'applicazione dei principi della fotonica a campi applicativi quali nanotecnologie, biotecnologie, nanomedicina e telecomunicazioni, e Nanophysics and Nanotechnology, che invece studia le tecnologie dei materiali magnetici e lo sviluppo di materiale delle nanostrutture.
Al Politecnico di Torino sono presenti tre lauree magistrali, tutte erogate in lingua inglese: "Nanotecnologie per l'informazione e la comunicazione" (Nanotechnologies for the ICTs), che ha come obiettivo quello di portare il laureando a sviluppare nanodispositivi e nanotecnologie, "Fisica dei sistemi complessi" (Physics of complex systems), che ha l'obiettivo di creare ingegneri fisici con ottime capacità di modellazione e simulazione di sistemi complessi, e "Quantum Engineering", che ha l'obiettivo di formare un esperto di computazione quantistica, sensori quantistici e comunicazione quantistica.
All'Università Ca' Foscari di Venezia è invece presente un corso di laurea magistrale erogato in lingua inglese in Engingeering Physics, con tre curricula: Quantum Science and Technology, Physics of the Brain e Physics of Finance and Economics. I tre curricula prevedono un anno di percorso comune con corsi avanzati in fisica e in ingegneria dell'informazione, e poi un anno specializzante. Il curriculum di Physics of the Brain è erogato insieme alla SISSA di Trieste, e permette di ricevere un diploma dalla SISSA in aggiunta alla laurea magistrale di ateneo.
Gli atenei di Milano e Torino offrono la possibilità di proseguire gli studi oltre la laurea magistrale con corsi di dottorato di ricerca in fisica, mentre a Venezia è presente un corso di dottorato in Science and Technology of Bio and Nanomaterials.

## Aspetti professionali
La figura dell'ingegnere fisico unisce le proprie conoscenze dell'ingegneria ai principi di matematica e fisica di alto livello per elaborare strategie di problem solving e risolvere vari problemi legati al mondo del lavoro. Durante i suoi corsi di studio, l'ingegnere fisico apprende quindi diverse competenze: problem solving riguardante sia argomenti dettagliati e specifici sia un sistema nel suo complesso, capacità di analizzare dati fisici e statistici, capacità di lavorare in team multidisciplinari e capacità di ideare e di condurre esperimenti e/o processi che richiedano contemporaneamente elevate conoscenze in campo fisico e una solida base di natura ingegneristica.
L'ingegnere fisico è pertanto una figura trasversale, che può trovare sbocchi lavorativi sia in ambito della ricerca scientifica che in ambiente industriale avanzato; in particolare, in quest'ultimo campo, l'ingegnere fisico è una figura fondamentale in campi come ottica, fotonica e nanotecnologie, in cui può progettare prodotti e coordinare processi che richiedano solide basi scientifiche: per questo, l'ingegnere può trovare lavoro sia in centri di ricerca pubblici e privati sia in industrie che si occupano di tecnologie avanzate. Inoltre, grazie alla sua versatilità, l'ingegnere fisico può trovare lavoro in svariati campi, come ad esempio quello delle strumentazioni biomediche, quello delle fibre ottiche, quello dei circuiti integrati o negli istituti di ricerca in fisica nucleare.